# Budynek użyteczności publicznej

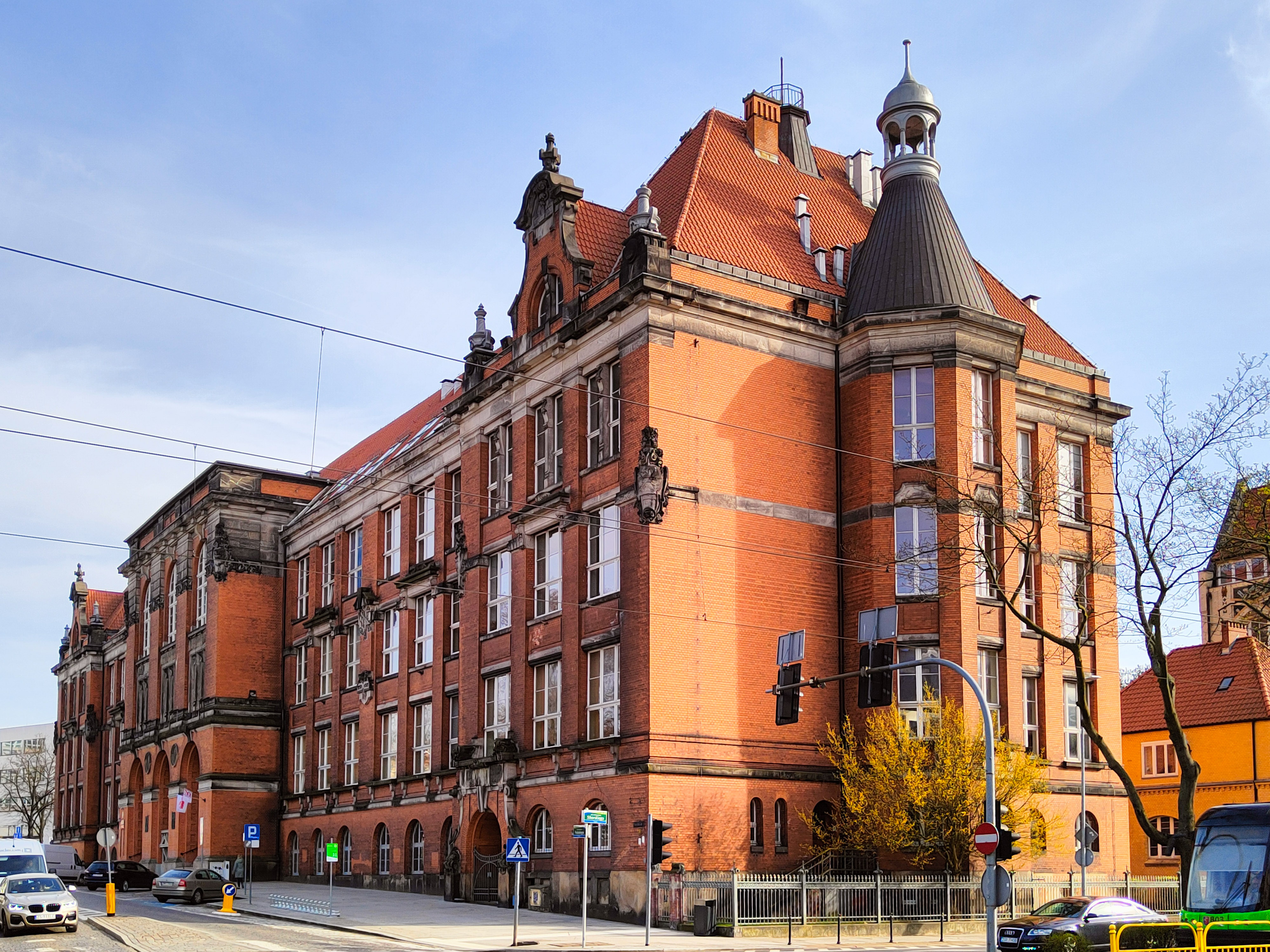
Budynek Wydziału Technologii i Inżynierii Chemicznej ZUT w Szczecinie

Budynek użyteczności publicznej – budynek przeznaczony dla administracji publicznej, wymiaru sprawiedliwości, kultury, kultu religijnego, oświaty, szkolnictwa wyższego, nauki, opieki zdrowotnej, opieki społecznej i socjalnej, obsługi bankowej, handlu, gastronomii, usług, turystyki, sportu, obsługi pasażerów w transporcie kolejowym, drogowym, lotniczym lub wodnym, poczty lub telekomunikacji oraz inny ogólnodostępny budynek przeznaczony do wykonywania podobnych funkcji. Za budynek użyteczności publicznej uznaje się także budynek biurowy i socjalny.